# Zebulon (Georgia)
Zebulon – miasto w Stanach Zjednoczonych, w stanie Georgia, siedziba administracyjna hrabstwa Pike.